# Вёрлинг, Анри
Анри́ Вёрли́нг (фр. Henri Woehrling) — французский кёрлингист.
В составе мужской команды Франции участник двух чемпионатов мира (лучший результат — шестое место в 1975).
Играл в основном на позициях первого и второго.

## Команды
| Сезон   | Четвёртый  | Третий       | Второй         | Первый       | Турниры           |
| ------- | ---------- | ------------ | -------------- | ------------ | ----------------- |
| 1974—75 | Андре Трон | Пьер Дюкло   | Анри Вёрлинг   | Оноре Бранги | ЧМ 1975 (6 место) |
| 1975—76 | Андре Трон | Жерар Паскье | Ришар Дювилляр | Анри Вёрлинг | ЧМ 1976 (7 место) |

(скипы выделены полужирным шрифтом)